# Augusto Pedro Saffores
Augusto Pedro Saffores (Buenos Aires, mayo de 1921 - íd., abril de 1982) fue un abogado y político argentino, que fue interventor federal de la Provincia de Santa Cruz y ejerció brevemente el cargo de Ministro de Justicia de su país, poco antes del golpe de Estado de 1976.

## Biografía
Radicado desde su infancia en Bahía Blanca, estudió en esa ciudad y en Buenos Aires, donde se recibió de abogado en 1944. Dos años más tarde residía en Bahía Blanca, donde se casó y formó su familia. En 1948 escribió un libro de poesías, La Ofrenda Enamorada.
Adhirió al peronismo desde su creación y ejerció distintos cargos públicos durante la presidencia de Juan Domingo Perón: fue asesor letrado de la Municipalidad de Necochea y luego pasí a la administración nacional, ejerciendo en la secretaría de Industria de la Nación durante la gestión de José Constantino Barro. Más tarde trabajó en el directorio del Banco de Crédito Industrial Argentino, en el Banco Central —de cuya nacionalización fue responsable en gran medida— y en FAMA. Fue enviado en misiones oficiales a Italia, Suiza y Uruguay.
Tras el derrocamiento de Perón se radicó en la ciudad de Tres Arroyos, donde tuvo una destacada actuación política dentro del proscripto Partido Peronista. En 1964 compuso y escribió la letra del Himno a Tres Arroyos; allí también fundó la Fundación Artística y Cultural de Tres Arroyos (FACTA), y también fundó la Asociación de Entidades Culturales de la República Argentina. Fue cofundador de la emisora LU 24 Radio Tres Arroyos.
Al regresar el general Perón a la presidencia de la Nación, fue nombrado secretario de la recién fundada Universidad Nacional de Río Cuarto. Al año siguiente, en octubre de 1974, fue nombrado interventor federal de la Provincia de Santa Cruz; de acuerdo con el decreto de intervención firmado por la presidenta María Estela Martínez de Perón, la intervención se realizaba por "ineficiencias en la gestión administrativa", aunque en la práctica se debía a conflictos internos dentro del peronismo, para desplazar al gobernador Jorge Cepernic.
Durante su gestión se dedicó especialmente al saneamiento de las finanzas provinciales, en una situación económica signada por la inestabilidad y la inflación. Fue su ministro de gobierno el después gobernador Ricardo Del Val. En octubre de 1975 fue reemplazado en el cargo por el doctor Orlando Parolín.
Fue nombrado subsecretario de Justicia de la Nación, y en marzo de 1976 fue nombrado Ministro de Justicia de la Nación; no alcanzó a realizar actividad pública alguna, ya que doce días más tarde se produjo el derrocamiento de la presidenta Martínez de Perón. Permaneció más de un año arrestado por razones políticas.
Retirado definitivamente de la política, falleció en Buenos Aires en abril de 1982.